# Ная Рокуро
Ная Рокуро (яп. 納谷 六朗, Naya Rokurō, нар. 20 жовтня 1932 — пом. 17 листопада 2014) — японський сейю, оповідач та режисер. Його останнім місцем роботи була компанія Mausu Promotion.
Його старший брат — актор та актор озвучування Ная Горо, а його невістка — акторка та сейю Хіно Качіко. Його дружина — Ная Міцуе, колишня президентка та генеральна директорка Mausu Promotion, а старший син — Ная Рьосуке, президент та генеральний директор STUDIO MAUSU.
У 2014 році він отримав нагороду за досягнення на 8-й церемонії вручення премії Seiyuu Awards.

## Біографія
Працює в озвученні таких жанрів, як: бойовик, аніме, мультфільм. Усього озвучив більш ніж 58 стрічки, з 1970-го по 2012-й рік[джерело?].